# Раде Марковић (ликовни уметник)
Раде Марковић (Београд, 24. јануар 1955 — Београд, 12. мај 2017) био је српски илустратор, карикатуриста, стрипски цртач, дизајнер, писац текстова из историје и теорије уметности. Илустровао је преко три стотине књига, од тога 180 дечјих; објавио је преко 17.000 илустрација у различитим медијима, а од тога око 4.000 у дневној новини Политика.

## Биографија
Бавио се сликањем, графиком, илустрацијом, анимацијом, карикатуром, стрипом, дизајном књига, теоретским радом из области илустрације и стрипа, као и других ликовних дисциплина. Оснивач стрип+мултимедија "Туш група". Био је члан УЛУПУДС-а од 1977. године у статусу самосталног уметника. Био је председник сликарско-графичке секције УЛУПУДС-а (2007—2010). Имао је статус истакнутог уметника од 1998. године.
Радио је као ликовно-графички уредник листа Студент /уредио коауторски стрип додатак "Трећа генерација"/(1977—1980) и часописа Књижевна реч (1980) и Савременик (1984—1992). За Едицију „Плус“ Савременика урадио је тотал дизајн. Илустратор листа Политика на рубрикама „Политика за децу“ (1996—2006), „Роман“ (1996—2008), „Међу нама“ (1999—2003), „Да ли знате?“ (1997—2014). Био је уредник ликовног програма у Арт центру, Београд (2008—2016). У разним домаћим и страним новинама, часописима и недељницима објавио преко 17.000 стрипова, илустрација и карикатура: Светлост, Млади машинац, Правник, Осмех, Студент, Јеж, Младост, Омладинске новине/ НОН, Фаца, Полет, Студентски лист, Комунист, Стрипотека, Спунк, Борба, Наша Борба, Вечерње новости, НИН , Експрес Политика, Илустрована Политика, Београд-Њујорк, Политика, Видици, Идеје, Књижевна реч, Реч, Libération (Француска), Viper (Француска), Савременик, Алманах естетичара Србије, Стриполис, Просветни преглед и другим.
Илустровао је преко 300 књига за децу и одрасле. Илустровао прву књигу (365 илустрација) и израдио тотал дизајн за едицију (седам књига) „Да ли знате?“ у издању Фондација Рибникар. Излагао на преко 100 групних изложби и 30 самосталних у земљи и иностранству. Објавио преко 100 текстова из области примењене и ликовне уметности у листовима и часописима: Књижевна реч, Видици, Реч и Савременик.
У оквиру изложбе „Златно перо Београда“ учествовао је на симпозијумима „Илустрација у свету данас“ (1987), „Стрип еквилибристика у неколико илустрација“ (1988), „Шта је лепше: слика или слово?“ (1990), „Стил и методологија илустрације и анимираног филма“ (1992). Текст у каталогу изложбе „Традиционално–модерно“: „Слике које памте или обожавање материје“ (2012), Текст у каталогу изложбе „Реално надреално“: „Зашто награда Љубомир Мицић?“ (2011).

## Изложбе (избор)
Групне изложбе
- Октобарски салон (4 пута)
- „Златно перо Београда“ (15)
- Мајска изложба (11)
- БИБ Бијенале илустрација у Братислави (6)
- „Златни осмех“ (5)
- Бијенале минијатурне уметности Горњи Милановац (5)
- "Сендвич експеримент" (Туш група), Дом омладине, Београд 1980.
- ЗГРАФ, Загреб, 1981.
- „Симболи у савременој београдској уметности“, Народни музеј, Београд, 1986.
- Конкурс „Пјер“ (8)
- Београдски стрип 1935-1985, Галерија СКЦ, Београд, 1985.
- Стрип чаролије, Београдски сајам, 1987.
- Савремене митолошке тенденције у примењеној уметности, Центар за културу "Олга Петров" Панчево, 1989.
- у карикатури , Плато, 1995.
- Мајстори ведрине, Уметнички павиљон "Цвијета Зузорић", Београд 1995.
- Савремена православна српска уметност, Музеј примењене уметности, Београд 1995.
- Београдска Миниарт сцена, „Сингидунум“, 2004 и 2010.
- Ликовни салон 30х30 , Зрењанин 2013, 2014. 2015, 2016
- , Фестивал илустрације књиге, Нови Сад 2014, 2015
- 12. Годишњи салон Клуба ликовних уметника "Рашка школа",Галерија Центра за културу "Градац" Рашка 2016.

Оснивач, аутор концепта, знака и учесник
- Кооснивач: АРТцентар, лепих уметности, дизајна и заната Београд (2008-2016)
- „Мали формат“©, међународна путујућа изложба која се годишње приказује у 15-20 градова Србије 2011 -2016, 978-86-6073-016-1. (2011)
- „Мали формат“, УЛУПУДС, Београд (2007-2010 и од 2016-20..).
- „Модерно–традиционално“, УЛУПУДС, Београд (2008-20..) истовремено „Арт центар“, Београд, (2011-2016).  978-86-6073-019-2. (2012)
- „Реално-Надреално“, „Арт центар“, Београд, (2011-2016).  978-86-6073-013-0. (2011)
- „Линоарт“, Арт центар Београд (2011-2016).
- „Београдска минијатура“, Арт центар Београд (2015-2016)

Самосталне изложбе
- Страх од белог, СКЦ, Београд, 1979.
- (Мала шећерна опера), Les fous de L'ile, Париз, 1984.
- Зачарани пупак, „Сингидунум“, Београд, 1985.
- Бој на Чегру, „Сингидунум“, Београд, 1989.
- Књига о стрипу (ретроспектива поводом 20 година стваралаштва), Музеј примењене уметности, Београд,1-30. октобар 1993.
- Пријатељство и столица, Изложба књижевног часописа „Реч“, Београд 1997.
- Од сличице до слике, „Сингидунум“, Београд 1998.
- Ситнице за одрастање, „Сингидунум“, Београд, (отварање 12-22 септембар) 2006. Као путујућа имала поставке у:Мостови Балкана, Крагујевац 2007, Народни музеј Ужице, Дом културе Пријепоље, Дом културе „Пиво Караматијевић“ Прибој, Центар за културу „Градац“ Рашка, Музеј „Рас“ Нови Пазар, Дом културе Трстеник, 2010-2011, Центар за културу „Свети Стефан, деспот српски“ Деспотовац 2013, Стара Пазова 2014, Завичајни музеј Рума 2015(04), Народна библиотека Ариље 2015(08), Дом културе Ивањица 2015(09), Дом културе Србобран 2015(10), Културни центар Панчево 2016(10).
- Дон Кихот, „Арт центар“, Београд, 2008.
- БуреАртБарел, „Арт центар“, Београд 2010.
- Ситнице за одрастање 2, „Арт центар“, Београд, 2011.
- Важне ситнице-Ситнице за одрастање 2, Сокобања 2011.
- Традиционално модерно - линобравуре, „Арт центар“, Београд, 2011.
- Раде Марковић (ретроспектива поводом 40 година стварања. Три поставке/стрипови итд, илустрације итд, графике итд.),„Арт центар“, Београд, 2013.
- Раде (изложба и промоција монографије), Ноћ музеја, Народни музеј Ужице/Јокановића кућа, Ужице 2014.  978-86-84859-64-0
- Раде Марковић 40+ година уметничког рада и промоција монографије, Галерија ЦК Градац, Рашка 19.септембар-3.октобар 2014. ,Галерија Културног центра, Зрењанин 27.март-8.април 2015. СКЦ Крагујевац 12.мај-1.јун 2015, Завичајни музеј Рума 10-26.јун 2015, Дом културе Пријепоље 2-20 новембар 2015.

## Стрипски албуми
- Луди језик, едиција „Пегаз“, Књижевна омладина Србије, 1980. (коауторски у оквиру „Туш групе“)
- Бој на Чегру, „Књижевне новине“, Београд, 1989.  978-86-391-0153-4

## Анимирани филмови
- Кловн/Clown (2016, Раде стрип-филм) 2:11,
- Вагон за нигде/Wagon to nowhere (2016, Раде стрип-филм) 4:08,

## Монографија
- Раде/Монографија поводом 40 година уметничког рада,„Графиком“,Београд, 2013.  978-86-7593-029-7.

## Награде и признања (избор)
- Награда за најбољег дебитанта, „Златно перо Београда“, 1979.
- Награда листа Младост за најбољи стрип, 1980.
- Награда „Иван Петковић“, „Златно перо Београда“, 1987.
- Награда „Драгослав Стојановић – Сип“, „Златно перо Београда“, 1988.
- Награда „Иван Петковић“, „Златно перо Београда“, 1993.
- Плакета УЛУПУДС-а за висок уметнички домет на Сајму књига, Београд, 1989.
- Годишња награда УЛУПУДС-а, 1993, 2007 и 2010.

## Учешће на уметничким колонијама
- Стрип колонија Павлица (Рашка) 2013 /приказ Монографије у припреми/ презентација, 2014 /Три метаморфозе или три илустрације стрипа/ презентација, 2015 /Жврљ-жврљ стрип или направити име (ономатопеја)/ презентација, Стрип колонија Рашка (Семетешко језеро) 2016 /Мрдалице од живота, чудна су лепота (анимација) презентација.

## Критичка рецепција
Али ми питање зашто? препознајемо са модерних таблоа Радета Марковића, што га у најбољим сликама подиже на раван савременог Хијеронимуса Боша. Његове масе јединки нивелисаних буктећим колоритом, а сукобљених оштро издиференцираним графизмом, и њихово комешање, окретање у круг као у пресахлом долапу фундаменталног људског смисла, њихово ваљање са једне стране свемира на другу, продорним својим кикотом и својом раздирућом јеком опомињу нас на тренутак у коме јесмо. (...) Али он не само да увиђа наказност овог времена, он на њу реагује у духу времена свим расположивим средствима, комбинујући илустрацију са филмом, стрип са сликом, талећи их у реторти подсмешљивог интелекта оплемењеног рањивом осећајношћу чији производи експлодирају од вихорне експресивности нашег доба у чијем жрвњу нестају и џелати и жртве...— Живојин Павловић (филмски редитељ и књижевник)
Фантастични призори из Марковићевих стрипова, спаковани у „квадрате“ набијене графичким знацима, склапају се у целину као славна „мађарска коцка“...Лик Станислава Винавера изведен у линорезу, метафорички лебди над читавим Марковићевим „богохулним“ опусом: један се ђаво гледа и плази  у огледалу, које му је понудио  графичар – а оних „сто ђавола“, из стрипова Радета Марковића, такође су нека врста графичких огледала у којима се виде јарки и драматични одрази овог нашег несретног и апокалиптичног времена...— Слободан Новаковић (телевизијски редитељ, сценариста, драматург)
Марковић је успео да потпуно избегне коришћење стрип-балона са уписаним текстом и дијалозима и да, истовремено, не произведе ефекат „немог“ стрипа. Овај ефекат Марковић постиже средствима визуелне нарације. То је сложен и тежак поступак. Чиста ликовност...Статус и својства света, опус Радета Марковића стекао је онда када је, међу небројено много других светова и небројено много других универзума који настањују мултиверзум уметности, испунио онај веома захтевни претходни услов, несумњиво један од најважнијих. Онда када је потврдио своју изузетност, непоновљивост и јединственост, када је постао један, јединствен и непоновљив свет. То је она идеја које се, захваљујући имагинацији, таленту и цртачкој вештини нашег аутора, из бесконачно малог објекта без дужине и запремине који називамо тачком, пред нашим очима успоставила и успоставља, разгранала и грана, преобликовала и преобликује, одржала и одржава као једно, јединствено и непоновљиво простор-време са немерљиво много обликâ, кретања, бојâ, односâ и звука, као свет. — Љубомир Кљакић (публициста и издавач)
...Уколико ова дихотомија делује унеколико поједностављујуће, ваља нагласити да она представља само основу, полазиште од којег се Марковић више пута знао да удаљи у пространи свет хуморне имагинације и необичне, сажете наративности свога цртежа. Па и сам избор споменутих, „граничних“ симбола садржи одређену тајну и игру. Он, наиме, персифлира и пародира саму идеју симболично-хералдичког, тврдог и острашћеног репрезентовања идеја, односно истицање и повлачење одговарајућих размеђа. Тако се посредством једноставне дихотомије стиже до њене унутрашње самонегације, што је, већ по себи, занимљив и изненадан резултат. И посве у складу са споменутим карневалско-хуморним и интегралним концептом света и стварања...У свему овоме посебну пажњу заслужују слика и сликарска техника чијим се посредством света и искуства Марковићевог стрип-видокруга даље гранају и употпуњавају. — Срба Игњатовић (књижевник и теоретичар књижевности)
Стваралаштво господина Марковића већ је увршћено у културну датотеку нашег народа и потврђено великим бројем наступа на јавној сцени било као графички промовисан материјал, било као дело из домена визуелне уметности трајне вредности, а све са предтезом екстремно квалитетне мисаоне авангарде...
— Светлана Исаковић (историчарка уметности  МПУ Београд)
Као познавалац те креативне експлозивне париске дружине, потврђујем и овом приликом, да нико из редакције „Шарлија“ (Charlie Hebdo) и „Хара-Кирија“ (Hara-Kiri Hebdo), није стилски био ни налик Радетовом кинески упорном цртежу, пребогатим детаљима и експлозији боја, а у свему ненаметљивом исијавању бескрајне човечности и доброте из његових радова. Волуминозни Србин је заправо био шок за њих, јер је за један свој каиш стрипа трошио више времена него већина редакције „Шарлија“ заједно. Но, није се Рајзер изненадио колегом придошлицом из Србије, о коме сам му говорио у ранијим приликама, дружећи се у њиховој редакцији повремено са њим и осталим члановима либертерске банде без страха и мане, без икаквог суздржавања и зазирања од исмевања политичких будалаштина и кретенизација у Француској, али и по читавом свету. Пред Радетовим делима је Рајзер онда, свим побројаним славним присутнима, неуобичајено озбиљно за његов начин изражавања, рекао: „Ово није само стрип, ово је нешто више, ово је истинска уметност!“ — Зоран Петровић Пироћанац (политиколог, новинар и ратни извештач)
...У ситно ткање бљештавих боја Марковићевог стрипа упакована је често опора порука, искуство, предвиђање (?). Али да овај Бастер Китон нашег стрипа није знао да на прави начин угради гротеску у своје дело – оно не би упркос годинама задржало боју и тежину, ако хоћете и актуелност...— Саво Поповић (ликовни критичар и новинар)
Однос октобарског салона према стрипу је ригиднији него према карикатури. Само три пута дозвољен му је приступ на смотру. У тим приликама изложени су радови Радета Марковића: Заљубљени генерал (1979), Диктатор Цветко и Авангарда (1980), те Игрице и Мемла (1981)...— Слободан Ивков (теоретичар уметности)
И тако, кроз вечити дијалог супротности, кроз вешто претварање времена и простора у коначне и бесконачне вредности и кроз нешто што личи на живот, игром линије и боје, Раде Марковић уклања окове непромењивих животних чињеница које су уткане управо из хаоса, у метафизичком простору, дубоко у сензибилности овог времена...— Весна Лакићевић-Павићевић (историчарка уметности)
Раде Марковић је мајстор организовања збрке, он је свестан да се збуњујућој стварности може супротставити једино ако покаже њено право лице. (...) Не само да се сваки квадрат може посматрати као готово дело, као прича за себе, већ се преобиље његовог творца преноси и на друге ликовне квадрате. Марковић се претвара у неку врсту Шехерезаде призора, самог ждрела лудог језика – тако да стриповне табле изгледају као циклуси, триптихони, као полиморфно представљање, пробијање статичног призора...— Миодраг Рацковић (књижевник)
Изузев једине слике, све илустрације са ове изложбе (Од сличице до слике) објављене су у „Политици“, нашем најугледнијем и најстаријем листу, у коме је Раде (Марковић) почео да објављује 12. јануара 1996. године. Сарадњу с „Политиком“ почео је илуструјући текстове на рубрици фељтон. Убрзо је из броја у број, наставио да објављује у најстаријем редовном додатку овог листа „Политици за децу“. Илуструјући фељтон, Раде се одмах одужио сопственом разумевању смисла уметности и врхунцу те уметности у овом и надолазећем времену – стрипу. Ма колико те илустрације појединачно биле снажне, осмотрене у низу, оне се појављују тек као кадар Радетовог стрипа публикованог, ето, на овај начин – сваки дан по један кадар у најстаријем српском дневном листу... — Слободан Кљакић (новинар, уредник у новини Политика, публициста)
Раде Марковић воли да ради за људе, за децу. Он је 2008. године урадио светског класика Сервантесовог Дон Кихота, кога је прилагодио дечјем узрасту – што је невероватно. У међувремену је урадио и Хамлета. Раде Марковић се очигледно свим тим послом бави са толиким успехом, јер воли и хоће нешто ново да да, али и зато што није одгурнуо дете у себи...
Ми немамо уопште, потпуно смо изгубили, било какву критику на било ком нивоу. Ако немамо критику може да буде приказ. То је обавеза. Том обавезом неће нико да се бави или... хоће мало ко, један од Тих је Раде Марковић. Он је изузетан човек по још једном квалитету:  једноставно гледа око себе и људе и њихова остварења. Без икаквог осећања да пореди то са својим способностима и могућностима, оно што сматра да има вредности он ће истргнути из паучине уметничких атељеа, умити и показати другима. То је нешто што су радили ренесансни уметници.  — проф. мр Зора Давидовић Живадиновић (професор Факултета примењених уметности)
Оно што као посматрач могу без напора да ишчитам са Марковићевих илустрација, то је фино промишљање пре освајања простора које треба ликовно оживети, осећај лакоће при ауторском извођењу и духовитост, за којом књиге за децу увек жуде...— Зорица Бајин-Ђукановић (уметник фотографије и књижевница)
Сетивши се бајке као прве и нежне лекције о добру и злу, Раде Марковић, самосвојан цртач дечјег света, ликовни -  сниматељ спојио је здробљене остатке класичних слика из славних бајки – са ругобама новог светског зла. Као да су и саме разнесене експлозијама, бајке су се у овој сликовници претвориле у суморне пародије и карикатуре, као што се и свет претворио у нешто недостојно човека и супротно од природе.— Драган Лакићевић (песник, приповедач, романсијер)
Бој на Чегру, пак јесте велико, самостално дело у стрип маниру у коме се манифестују све врлине Радетове поетике. Цртеж, површине, боја, својеврсно кадрирање, текст који појачава визуелни и значењски квалитет, укупно представља један од најуспешнијих и најпријемчивијих тумачења и коментара историје...— Душан Миловановић (Историчар уметности и саветник у Музеју примењене уметности)
Раде Марковић, од када је први пут узео оловку у руке, гради личну стварност. На тој планети боје су усијане, линије су увек у друштву паралелних линија, све је волуминозно, заобљено, флуидно; радост се претапа у делиријум, делиријум у вашар, на вашару се продају лисице, лисице су наочаре кроз које се стварност боље чита. Бића су понекад препознатљива, понекад не, али њихове страсти, упити, страхови, радости — увек су наши. Њих разазнајемо споро: Раде не ради на прву лопту, његове идеје нису на тезги. Поновљени сусрети са његовим радовима издашно награђују, јер он има јединствен глас Мудре Луде на двору Лудог Краља. Магија држи свет Радета Марковића на окупу, магија а не медијум на којем је нацртан. Помислите само: један човек и оловка у његовој руци, и настаје свет! Свако ко види макар једно његово дело ући ће у тај свет да из њега никада више не изађе. То није питање избора, то је моћ његове креације...— Д. А. Тодоровић (професор креативног писања Универзитет Кент)
Раде припада последњој генерацији оних првобораца који су се трудили да стрип на којем су, мање-више потајно, одрастали ослободе идеолошке пресе под којом је тањен у нешто налик „испразној и јевтиној забави“ и што је могуће више га приближи уметничком изразу.Та потреба за бескомпромисним естетизмом неминовно га је одвела и у друге, сродне области ликовног изражавања којима уметнички легитимитет никада и није био оспораван, као што је ликовна опрема новина или илустрација књига. Речју, немогуће је замислити било који жанр примењене уметности, од израде тродимензионалних предмета, преко графике до употребе боја и тушева у којима се није, не само са успехом, него и са важним иновацијама  огледао...
...А када смо већ употребили епитет епско, није згорег осветлити га још једном чињеницом важном за Марковићев целокупан рад. А то је храброст. Већ на самим почецима овај уметник показује неодољиву потребу да експериментише, чак и онда када је то на ивици хазарда. Раде Марковић руши уврежена клишеа и пробија границе грађански догматизованог „доброг укуса“...— Зоран Петровић (писац)
Раде Марковић се пером отискује у другачије светове. Варајући животну баналност, он јој се изругује мајсторством својих цртежа, показујући да се може и даље и више и боље. Овај аутор ниже линеарне лавиринте по читавом празном простору папира,  непогрешиво контролишући густину цртачких структура. Инстинктивним компоновањем великог и малог, празног и пуног и  прецизношћу валерских саодноса у цртежу пером, приближава се  највећим мајсторима попут Дирера, Боша, Рембранта. Градећи, комплексну, богату, али и поред тога, прегледну композицију, Дечије илустрације Рада Марковића  досежу високе стваралачке домете и свака од њих може се изложити и сагледавати као аутономно уметничко дело. ...— Милица Раичевић (сликарка)